# Григорівка (Пологівський район)
Григорі́вка — село в Україні, у Пологівському районі Запорізької області. Входить до складу Пологівської міської громади.
Населення становить 1210 осіб. До 2020 орган місцевого самоврядування — Григорівська сільська рада.

## Географія
Село Григорівка знаходиться біля витоків річки Мала Токмачка, нижче за течією примикає село Семенівка. Поруч проходить залізниця, станція Кирилівка за 2 км.

## Історія
- 1789 (за іншими даними в 1820 році) — дата заснування як село Новогригорівка.
- До революції входило в Катеринославську губернію поряд з кількома іншими селами з тією ж назвою.
- В 1965 році перейменоване в село Григорівка.
- 12 червня 2020 року, відповідно до розпорядження Кабінету Міністрів України № 713-р «Про визначення адміністративних центрів та затвердження територій територіальних громад Запорізької області», увійшло до складу Пологівської міської громади[2].
- 19 липня 2020 року, в результаті адміністративно-територіальної реформи та ліквідації  Пологівського(1923-2020) району увійшло до складу новоутвореного Пологівського району[3].

## Населення

### Мова
Розподіл населення за рідною мовою за даними перепису 2001 року:
| Мова            | Кількість | Відсоток |
| --------------- | --------- | -------- |
| українська      | 1085      | 90.04%   |
| російська       | 112       | 9.29%    |
| білоруська      | 2         | 0.17%    |
| інші/не вказали | 6         | 0.50%    |
| Усього          | 1205      | 100%     |

## Економіка
- «Григорівська», агрофірма, ПП.

## Об'єкти соціальної сфери
- Школа.
- Дитячий садочок.
- Клуб.
- Фельдшерсько-акушерський пункт.

## Герб Григорівської сільської ради
Срібний пояс повторює за обрисами силует Сивої могили, Синьої гори. Над горою — силует крилатого золотого коня, який торкається копитом лука з націленою вгору стрілою. Під горою — старовинний плуг з чорною смужкою ріллі.
Золотий кінь — символ степу, вітру, сонця. Золотий плуг — символ плідної праці на землі. Стріла -відгомін козацьких часів, а ще — рух угору, вдосконалення, злет духовності, таланту.
Синя гора — то вершина, символ досконалості. Герб теж увінчаний короною з п'яти колосків. Дубове листя, що оповило його — то сила, мужність. У гербі Григорівки присутні найблагородніші кольори: червоний, синій, золотий та срібний.

## Пам'ятки
- За 2 км на схід від села розташований ландшафтний заказник місцевого значення «Верхів'я річки Малої Токмачки»[5].

## Відомі люди
- Зікун Валентина Григорівна — депутат Верховної Ради УРСР 11-го скликання.
- Писаревська Любов Василівна — депутат Верховної Ради УРСР 9-10-го скликань.
- Компанієць Лідія Олександрівна (1914—2003) — українська письменниця, поетеса, сценаристка.